# 前田建一
前田 建一（まえだ けんいち、1903年3月6日 - 1970年8月31日）は、日本のグライダー研究家・製作者。

## 経歴
福岡市に生まれる。1921年福岡県立中学修猷館を卒業。佐世保海軍工廠を経て、九州帝国大学に聴講生として航空工学を学ぶ。
1925年山階宮主宰の航空論文募集に2等入賞。1931年福岡市柳橋にグライダー製作所を開き、九州航空会（現・九州航空宇宙協会）を結成。九州帝国大学助教授佐藤博とともに試作研究、普及活動を行い、1935年日本最初の逓信省指定グライダー工場となる。1940年前田航研工業を設立。翌年同社製「前田式703型」は、久留米市近くの耳納山で滞空13時間41分8秒の日本新記録を樹立した。一方、福岡市周船寺、六本松の両工場では、陸軍からの発注による「ク10」をはじめ、設計28種、生産数百機に及び、その功績により第3回西日本文化賞を受賞した。ク10は、新米操縦士が戦闘機に乗る前の訓練機や、戦地での輸送手段として用いられ、周船寺工場の隣にあった元岡飛行場において、操縦訓練や試験飛行が行われた。
戦後「SM206号」を制作し、1952年北部九州一周飛行を行う。1966年福岡第一高等学校講師の傍ら、生徒とともに人力飛行機「SM-OX」を試作し、飛行に成功した。
1970年、RKB毎日放送のディレクター木村栄文は、生涯をかけて人力飛行機の製作に挑戦を続ける前田建一を追うドキュメンタリー「飛べやオガチ」を制作した。